# Edmund Monson
Sir Edmund Monson, I baronetto (Seal, 6 ottobre 1834 – 28 ottobre 1909), è stato un diplomatico inglese.

## Biografia
Era il terzo figlio di William Monson, VI barone Monson. Studiò all'Eton College e poi al Balliol College.

## Carriera diplomatica
Monson entrò nel servizio diplomatico britannico nel 1856 come addetto all'ambasciata a Parigi, dove Lord Cowley, ambasciatore, lo ha definito come "uno dei migliori e più intelligenti addetti che abbia mai avuto". Questo gli assicurò un posto come segretario privato di Lord Lyon, il neo nominato ministro britannico a Washington alla fine del 1858. Successivamente è stato ad Hannover e poi a Bruxelles come terzo segretario, ma ha lasciato il servizio diplomatico nel 1865 per entrare in parlamento.
Monson ritornò al servizio diplomatico nel 1869, come console nelle Azzorre, console generale a Budapest nel 1871 e secondo segretario a Vienna; è stato anche un inviato speciale in Dalmazia e Montenegro (1876-1877).
Nel 1879, fu inviato come ministro residente e console generale in Uruguay, dove ha prestato servizio fino al 1884. Nel 1881, sposò Eleanor Catherine Mary Munro, figlia di James St. John Munro, ed ebbero tre figli. Nel 1884 divenne ministro di Argentina e Paraguay, ma ritornò in Europa come inviato in Danimarca (1884-1888) e poi in Grecia (1888-1892).
Monson è stato nominato ministro in Belgio nel 1892. Nel 1893 è stato promosso ambasciatore, prima in Austria e poi, nel 1896, per la Francia.
Suo figlio Edmund è stato anche lui un diplomatico. Divenne un membro del Consiglio privato nel 1893 e fatto baronetto nel 1905.